# Sexy Dolls
Sexy Dolls foi um girl group brasileiro de música pop formado em 2009, inspirado no Pussycat Dolls. Criado pelas modelos Sabrina Boing Boing, Júlia Paes e Carol Miranda. Além do ingresso no mercado fonográfico, o grupo figurou ainda em publicações de cunho sensual e na chamada mídia erótica. Em 2010, anunciaram a dissolução da primeira formação, após Paes optar por se dedicar a vida pessoal. Boing Boing e Miranda até começaram a procurar uma substituta para a colega, mas acabaram decidindo pôr um fim ao conjunto. O projeto continuou com três novas integrantes: Any Patzer, Babi Lee e Malu Dias. Porém essa formação não durou muito e o grupo logo chegou ao fim.

## Polêmica
O apresentador do programa Custe o Que Custar (CQC), Marcelo Tas, foi processado por calúnia por se referir as integrantes do grupo como "prostitutas", e elas chegaram a ganhar a causa, uma vez que a Rede Bandeirantes foi condenada a pagar multa diária ao grupo por descumprimento da liminar que os impede de mostrar suas imagens.

## Videoclipes
Lançados exclusivamente pela internet, os clipes são:
- "Teu Beijo"
- "Tire Minha Roupa (Buttons)"
- "Tire Minha Roupa (BCDj's Remix)"
- "Boneca Sexy (When I Grow Up)"
- "Megamix"

## Singles e músicas lançadas
- "Teu Beijo"
- "Teu Beijo (Pop Dance Remix)"
- "Tire Minha Roupa (Buttons)"
- "Tire Minha Roupa (BCDj's Remix)"
- "Tire Minha Roupa (BCDj's Extended Mix)"
- "Boneca Sexy (When I Grow Up)"
- "Lá Vem Ela"
- "Cachorrão" (part. Mc Lip)[9]
- "Espanh*la"
- "Meu Selinho" (part. MC Lip)
- "O Avião"
- "Megamix 2009"
- "Virgins"